# Pseudobunaea cyrene
Pseudobunaea cyrene is een vlinder uit de familie nachtpauwogen (Saturniidae). De wetenschappelijke naam van de soort is, als Bunaea cyrene, voor het eerst geldig gepubliceerd in 1909 door Gustav Weymer.

## Type
- holotype: "female"
- instituut: ZMHB, Berlijn, Duitsland
- typelocatie: "'Nyassa-See [Malawi]"

## Ondersoorten
- Pseudobunaea cyrene cyrene
- Pseudobunaea cyrene cleopatra (Aurivillius, 1893)
  - typelocatie: "Nyassa-See [Malawi]"
  - = Bunaea cleopatra Aurivillius, 1893
  - = Bunaea catochra Karsch, 1892
    - syntypes: "1 male and 1 female"
    - instituut: ZMHB, Berlijn, Duitsland
    - typelocatie: "Cameroon, Buea"
- Pseudobunaea cyrene orientalis Rougeot, 1972
  - holotype: "XI.1964. leg. Carcasson"
  - instituut: MNHN, Parijs, Frankrijk
  - typelocatie: "Kenya, Kakamega"